# Ivan Iljitjs död
Ivan Iljitjs död (ryska: Смерть Ивана Ильича, Smert Ivana Iljitja), även översatt till svenska med titeln Ivan Iljitj' död, är en kortroman från 1886 av den ryske författaren Lev Tolstoj. Berättelsen handlar om en döende man som är skräckslagen inför sin egen död.

## Svenska utgåvor
Första svenska utgåvan publicerades i novellsamlingen Lif och död från 1887, i översättning av Walborg Hedberg. Den första ensamma bokupplagan på svenska gavs ut 1929, i översättning av E. Weer.
- Akira Kurosawas film Att leva från 1952 bygger löst på Ivan Iljitjs död.[3]
- Oliver Hermanus' film "Living från 2022 är en engelsk film som i sin tur bygger på Akira Kurosawas film "Att leva".